# Vîsicika, Borșciv
Vîsicika (în ucraineană Висічка) este o comună în raionul Borșciv, regiunea Ternopil, Ucraina, formată numai din satul de reședință.

## Demografie
Componența lingvistică a comunei Vîsicika
     Ucraineană (99,83%)
     Alte limbi (0,17%)
Conform recensământului din 2001, majoritatea populației comunei Vîsicika era vorbitoare de ucraineană (99,83%), existând în minoritate și vorbitori de alte limbi.